# De Lane Lea Studios

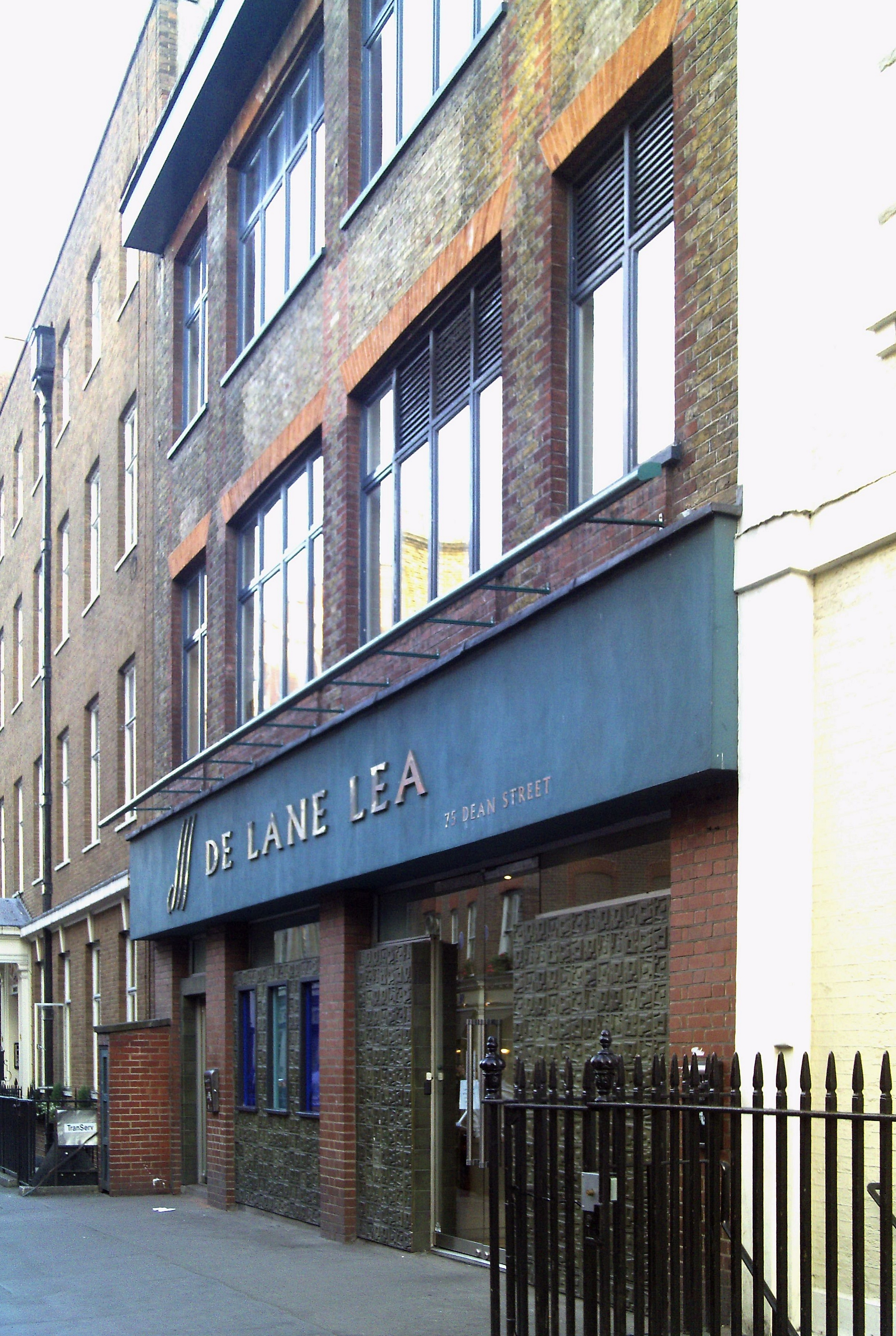
De Lane Lea Studiocomplex

De Lane Lea Studios is een geluidsstudiocomplex gevestigd aan de Dean Street, Soho (Londen).
De studio draagt de naam van zijn oprichter Jacques De Lane Lea, van oorsprong een Frans veiligheidsagent, werkend voor de Britse overheid. Hij wilde in zijn studio Engelstalige films geschikt maken voor de Franse markt (met nasynchronisatie). De studio ontstond in 1947 met dit uitgangspunt, maar in de jaren ’60 en ’70 nam de muziekwereld zo’n vlucht dat aanvullende opnamestudio’s nodig waren. De Lane Lea Studio pikte de draad op en faciliteerde diverse studio’s voor diverse artiesten. De belangrijkste voor muziek werd gebouwd op Kingsway 129 in Londen. Onder meer The Beatles, Queen, The Rolling Stones, Bee Gees, The Who, The Jimi Hendrix Experience, Pink Floyd, Electric Light Orchestra, Gordon Giltrap en Deep Purple kwamen er opnemen. Queen nam er bijvoorbeeld demo’s op. Na die hausse aan opnamen moest ook dit studiocomplex terug in activiteiten en legde zich steeds meer toe op muziek voor films en televisie. Het huidige complex bestaat uit zes opnamestudio's.